# 貞数親王
貞数親王（さだかずしんのう）は、平安時代前期から中期にかけての皇族。清和天皇の第八皇子。官位は四品・常陸太守。

## 経歴
清和朝の貞観18年（876年）姉の識子とともに（内）親王となる。
容姿端麗で舞の名手であったと伝えられており、元慶6年（882年）陽成天皇の主催で清涼殿で開かれた皇太后・藤原高子の四十賀において、貞数は陵王の舞を見せている。この出来事を親王の大叔父である在原業平と藤原高子との関係と結び付け、高子と兄・藤原基経との対立の一因、ひいては高子所生の陽成天皇退位につながる伏線とみる解釈もある。ただし先述のように、高子と在原氏（特に業平）との関係が取り沙汰される際に必ず論拠とされる『伊勢物語』の第79段には、貞数親王の誕生時、父親は清和天皇ではなく文子の叔父の業平だと人々が噂したなどとも記述されている。
仁和2年（886年）に行われた藤原時平の元服に際しても、貞数は召されて舞を踊っており、その翌日には光孝天皇がこれを賞して宮中での帯剣を許す勅を下している。
仁和4年（888年）元服し、四品に叙せられる。醍醐朝初頭の昌泰元年（898年）ごろ常陸太守を務めた。延喜16年（916年）5月19日薨去。享年42。
『後撰和歌集』『新拾遺和歌集』に和歌作品が1首ずつ採録されている。

## 官歴
注記のないものは『日本三代実録』による。
- 貞観18年（876年） 3月13日：為親王
- 仁和2年（886年） 正月21日：聴帯剣
- 仁和4年（888年） 11月18日：元服[6]
- 時期不詳：四品[7]
- 昌泰元年（898年） 10月21日：見常陸太守[8]
- 延喜16年（916年） 5月19日：薨去[4]

## 系譜
- 父：清和天皇
- 母：在原文子（在原行平の娘） - 更衣
- 妻：不詳
  - 男子：源為善